# Aeroportul Figari Sud-Corse
Aeroportul Figari Sud-Corse (IATA: FSC, ICAO: LFKF) este un aeroport din Figari⁠(d), Cantonul Figari, Arondismentul Sartène, Corse-du-Sud, Corsica, Franța metropolitană, Franța ce deservește zona Porto-Vecchio⁠(d). Aeroportul a fost tranzitat în 2022 de 907.102 pasageri.
Situat la o altitudine de 27 m, aeroportul dispune de 1 pistă.

## Infrastructură

### Piste
Aeroportul dispune de o singură pistă. Pista 05/23 are suprafața de asfalt și dimensiunile 2.480 m × 45 m. 